# Тормозная магистраль
Тормозная магистраль — система воздухопровода, находящегося под днищем (преимущественно) вагона или поезда, в которую подаётся воздух из компрессора локомотива и способствует торможению поезда. Также к тормозной магистрали относятся концевые краны (клапанного или шаровидного типа), тройники с разобщительными кранами и соединительные рукава.

## Конструкция
Тормозная магистраль пневматической тормозной системы представляет собой металлическую трубу с наружным диаметром 42,0 мм (до 1948 года внутренний диаметр был 28,4 мм).
Увеличение диаметра позволило:
- уменьшить сопротивление движению воздуха по трубе вследствие перехода от турбулентного движения при диаметре 28,4 мм к ламинарному при диаметре 32,0 мм
- ускорить процесс зарядки тормозной сети поезда (особенно длинносоставного)
- уменьшить разницу давлений в тормозной магистрали в голове и хвосте поезда
- улучшить процесс торможения.

Давление в тормозной магистрали зависит от типа поезда, так, для пассажирского поезда оно составляет 4,5 — 5,2 кг/см².

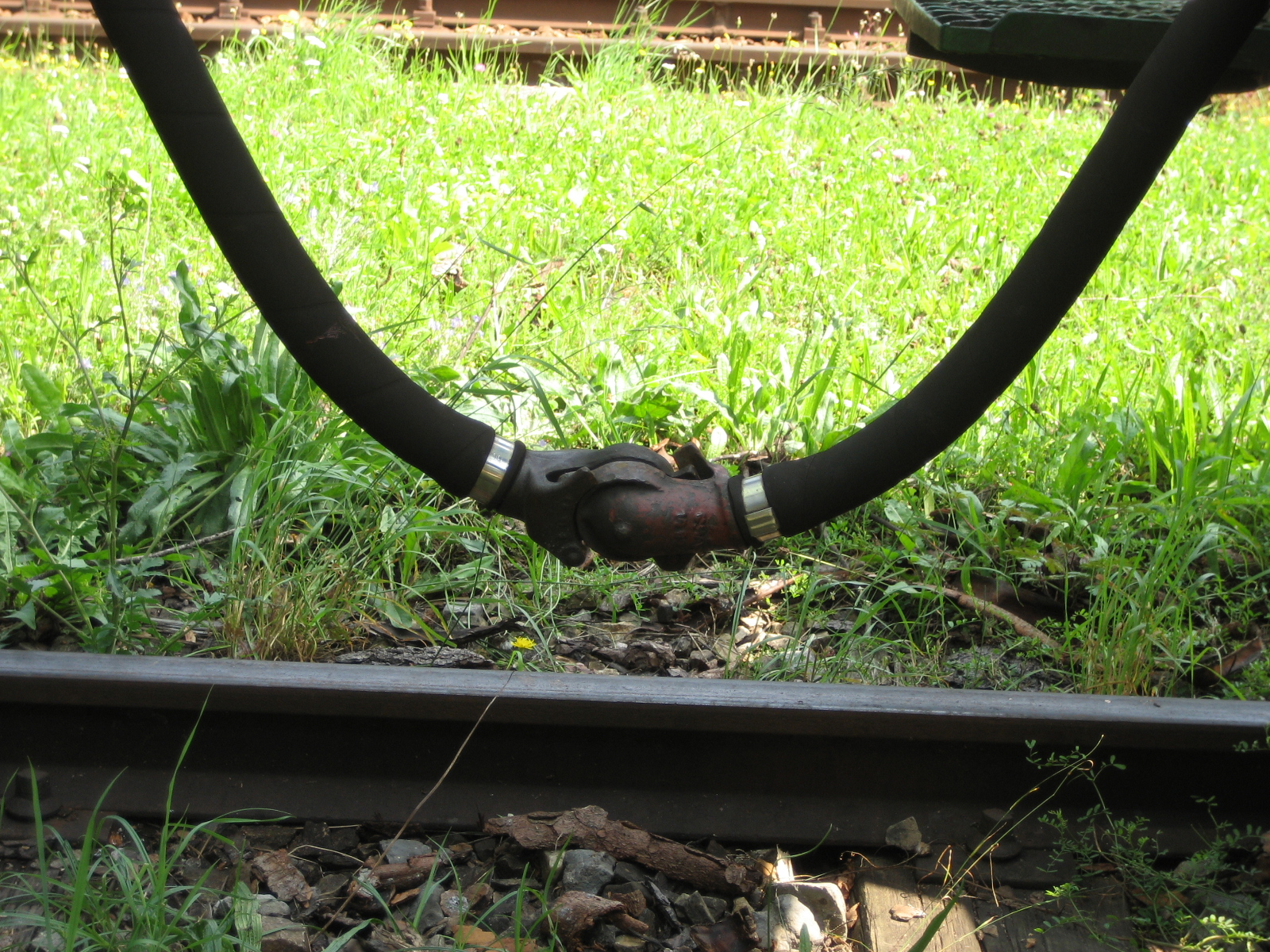
Соединительные рукава

Концы магистральной трубы, выходящие за лобовые балки рамы вагона, имеют резьбу, на которую навернуты концевые краны, фиксирующиеся державкой. Концевые краны предназначены для закрывания тормозных магистралей перед расцеплением вагонов и для соединения тормозных магистралей каждого вагона в единую тормозную магистраль поезда. На наружном конце хвостового (головного) вагона поезда он должен находиться в закрытом положении. С концевыми кранами соединены межвагонные гибкие соединительные рукава с саморасцеплящимися головками, подвешиваемыми в расцепленном положении на подвесках. В средней части тормозной магистрали имеется тройник с разобщительными кранами, через который подсоединяется труба от воздухораспределителя с разобщительным краном. На тормозной магистрали пассажирских вагонов имеются три дополнительных тройника для подсоединения стоп-кранов, расположенных в кузове вагона. На грузовых вагонах без переходных площадок стоп-кранов нет. Для повышения герметичности тормозной магистрали вместо резьбовых соединений применяют газопрессовую сварку труб или резьбу накатывают.

Тормозная магистраль (синий цвет) на схеме тормозной системы поезда.